# Bondone
Bondone és un municipi italià, dins de la província de Trento. L'any 2007 tenia 666 habitants. Limita amb els municipis de Bagolino (BS), Idro (BS), Magasa (BS), Storo, Tiarno di Sopra i Valvestino (BS).

## Administració
| Període | Identitat        | Partit        |
| ------- | ---------------- | ------------- |
| 2005-   | Gianni Cimarolli | Llista cívica |